# El juicio de Paris (Niklaus Manuel)
El juicio de Paris (en alemán: Das Urteil des Paris) es un cuadro realizado por el pintor suizo Niklaus Manuel. Mide 223 cm de alto y 160 cm de ancho, y está pintado al temple sobre lienzo. Data aproximadamente de 1516-1528 y se encuentra en el Museo de Arte de Basilea. 

## Historia y descripción

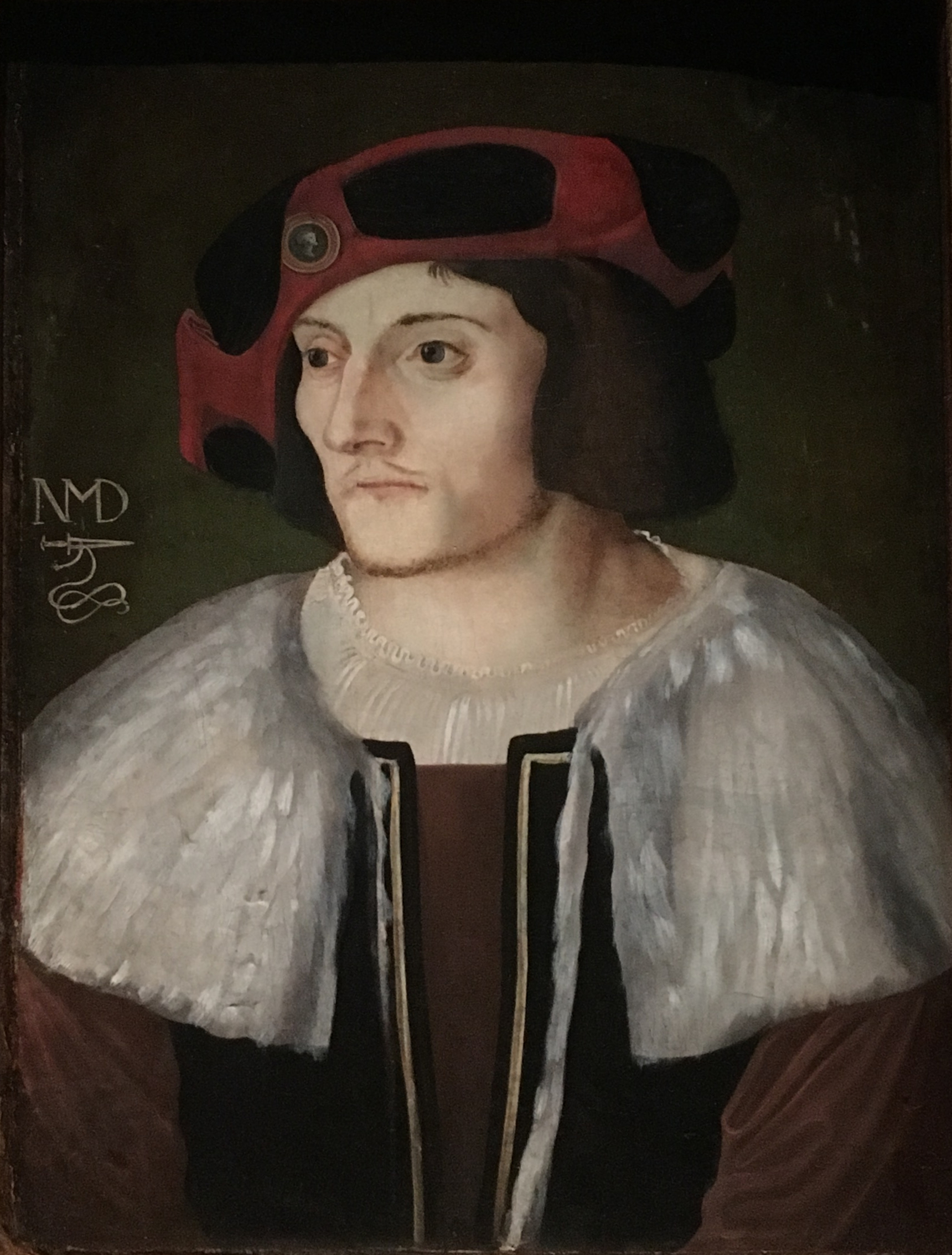
Niklaus Manuel

Niklaus Manuel (también conocido como Niklaus Manuel Deutsch, es decir, «alemán») fue un pintor suizo. Iniciado en la tradición gótica, denotó la influencia de la escuela del Danubio, marcada por el grafismo enérgico y el fuerte cromatismo. En la última etapa de su obra mostró la influencia del Renacimiento italiano, especialmente de la escuela lombarda, lo que se denotó en composiciones más monumentales y equilibradas. Dentro de esta etapa se encuentra El juicio de Paris, una de sus obras maestras.
El cuadro representa el juicio de Paris, uno de los episodios más famosos de la mitología griega. Paris era el hijo menor del rey Príamo de Troya, y fue elegido para dirimir la disputa entre las diosas Atenea, Hera y Afrodita, enfrentadas sobre cuál de las tres era la más bella por instancia de la diosa de la discordia, Eris, quien en la boda de Peleo y Tetis ofreció la manzana dorada «para la más bella», sin especificar cuál de ellas. Paris escogió a Afrodita, y su recompensa fue el amor de Helena, esposa del rey Menelao de Esparta, cuyo rapto provocó la Guerra de Troya. Entre los autores clásicos que trataron este tema se encuentran Homero (Ilíada) y Ovidio (Las metamorfosis).
En la imagen aparecen, de izquierda a derecha: Hera, desnuda, solo cubierta con una cinta azulada que le rodea el torso del hombro izquierdo a la cadera derecha y uno de cuyos extremos le cubre el pubis, ataviada con un sombrero de plumas típico de los lansquenetes y con un escudo y una espada en el brazo derecho; Atenea, vestida con cofia y rico vestido a la moda contemporánea de la época en que fue realizado el cuadro; Afrodita, de perfil vestida con un velo transparente y tocada con una cofia alada, que ya sujeta en la mano derecha la manzana de la discordia; y Paris, sentado sobre una roca, vestido también con prendas contemporáneas, que se la acaba de ofrecer, por lo que en realidad el juicio acaba de suceder. De ahí también el gesto de decepción de Hera. Las figuras muestran reminiscencias de la belleza ideal gótica, con pechos pequeños y vientre prominente. Entre las ramas del árbol de la derecha aparece Cupido, como un pequeño niño alado con los ojos cubiertos por una venda, sujetando un arco y una flecha. La parte superior está cubierta por las ramas y hojas del árbol, mientras que en la inferior aparece una vegetación de sotobosque; el fondo es oscuro, de ambientación nocturna. La figura de Paris es un autorretrato del pintor.
Entre las ramas del árbol aparecen dos blasones, uno con un cisne azul y otro con un pozo rectangular blanco, que identifican al que probablemente sería el comitente del cuadro, Bendicht Brunner, un rico prohombre de Berna, y su esposa Margareta van Schwwanden.
Algunos personajes aparecen identificados con leyendas escritas sobre sus cabezas: PARIS VON TROY DER TORECHT («Paris de Troya el necio»), IUNO EIN GÖTTIN DER ÜBERWINDUNG INN STRITS («Juno, la diosa que vence en las disputas») —Juno es la versión romana de Hera—; FENUS FENUS (Venus, la versión romana de Afrodita); y CUPIDO. Por otro lado, encima de la manzana pone EN DIESER OP, probable contracción de DIESER OPFEL DER SCHÖNSTEN («esta manzana para la más hermosa»).
El autor cometió un grave error iconográfico: atavió como guerrera con espada y escudo a Hera, la reina de los dioses, cuando lo propio habría sido Atenea, la diosa de la guerra. En cambio, Atenea aparece lujosamente vestida, como una venerable matrona. Es evidente que ambos personajes están intercambiados.